# Anillo de Bishop

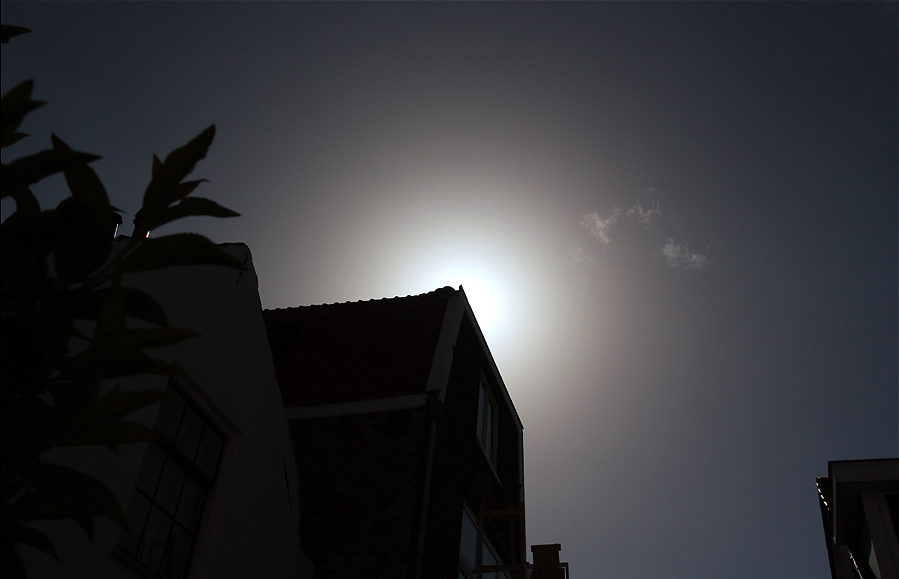
Un anillo de Bishop alrededor del sol debido a cenizas volcánicas del volcán Eyjafjallajökull, en Islandia.

Un anillo de Bishop  es un halo difuso marrón o azulino observado alrededor del sol. Generalmente aparece después de inmensas erupciones volcánicas. La primera observación registrada de un anillo de Bishop fue por Rev. S. Bishop de Honolulu, después de la erupción de Krakatoa en 1883.

## Definición
El anillo de Bishop fue descrito por primera vez después de la erupción del volcán Krakatoa el 27 de agosto de 1883. Esta desmesurada explosión lanzó vastas cantidades de polvo y gases volátiles en la atmósfera. En la estratosfera permanecieron aerosoles de sulfato, causando durante varios años amaneceres y atardeceres coloridos. Esta primera observación del anillo se publicó en 1883 siendo descrito como un «halo tenue» alrededor del sol. La primera descripción exacta fue hecha por Sereno Bishop quien observó el fenómeno el 5 de septiembre de 1883, en Honolulu. El fenómeno fue llamado después de Bishop. Este fue tema de un discurso profesional en 1886 por Albert Riggenbach.
Muchas observaciones añaden que el borde interno del anillo es blancuzco o azulino, y que por fuera es rojizo, pardusco o púrpura. El área que encierra el anillo es significativamente más brillante que sus alrededores. De la secuencia de colores con el rojo en su borde externo, uno puede concluir que el fenómeno es causado por una difracción porque los halos siempre tienen su parte roja en su interior. En el medio, el radio del anillo es sobre 28°, pero esto puede variar entre 10° y 30°, dependiendo del tamaño de las partículas de polvo. El máximo de 30° es un radio bastante grande que sólo puede ser causado por partículas de polvos muy pequeñas (0,002 mm) que han sido del mismo tamaño.
Aerosoles compuestos de sulfuro provenientes de erupciones volcánicas fueron encontradas como las causantes del efecto de anillo de Bishop. Un anillo de Bishop fue observado por un largo período de tiempo en Japón después de la erupción del Monte Pinatubo.